# Gamasellus falculatus
Gamasellus falculatus är en spindeldjursart som beskrevs av Athias-Henriot 1961. Gamasellus falculatus ingår i släktet Gamasellus och familjen Ologamasidae. Inga underarter finns listade i Catalogue of Life.